# Prêmio Roger Adams
O Prêmio Roger Adams (em inglês:  Roger Adams Award in Organic Chemistry) é concedido pela American Chemical Society desde 1959 bianualmente por trabalhos em química orgânica. É denominado em memória de Roger Adams. É dotado com 25 mil dólares e uma medalha.

## Laureados[1]
- 1959: Derek Barton
- 1961: Robert Burns Woodward
- 1963: Paul Doughty Bartlett
- 1965: Arthur Clay Cope
- 1967: John Dombrowski Roberts
- 1969: Vladimir Prelog
- 1971: Herbert Charles Brown
- 1973: Georg Wittig
- 1975: Rolf Huisgen
- 1977: William Summer Johnson
- 1979: Melvin Spencer Newman
- 1981: Nelson Jordan Leonard
- 1983: Alan Battersby
- 1985: Donald James Cram
- 1987: Jerome Berson
- 1989: George Andrew Olah
- 1991: Gilbert Stork
- 1993: Elias James Corey
- 1995: Barry Trost
- 1997: Barry Sharpless
- 1999: Dieter Seebach
- 2001: Ryōji Noyori
- 2003: Albert Eschenmoser
- 2005: Jerrold Meinwald
- 2007: Samuel Danishefsky
- 2009: Andrew Streitwieser
- 2011: Robert Grubbs
- 2013: David A. Evans
- 2015: Larry Eugene Overman
- 2017: Hisashi Yamamoto[2]